# Giacinta Martini Marescotti
Giacinta Martini Marescotti (Monsummano, 1844 – Roma, 9 marzo 1912) è stata una giornalista italiana, attivista dei diritti civili, figura di primo piano dell'emancipazionismo femminile di inizio Novecento.
Fu la fondatrice e la prima Presidente del Comitato Pro-Suffragio di Roma e una delle più influenti promotrici della lotta per il diritto di voto alle donne in Italia.

## Biografia
Giacinta Marescotti nacque nel 1844 a Monsummano, allora in provincia di Lucca, da una nobile famiglia toscana. Il padre, il conte Augusto Marescotti, era una figura di rilievo culturale, amico e corrispondente di Niccolò Tommaseo. La sorella di Giacinta, Teresa Marescotti Boncompagni Ludovisi, principessa di Venosa, era dama di compagnia della regina Margherita di Savoia.
Nel 1865, a Monsummano, conobbe il letterato Ferdinando Martini, con cui si fidanzò. Il matrimonio fu celebrato l’anno successivo grazie alla determinazione di Giacinta, che contribuì a superare le iniziali riserve del padre riguardo alle modeste condizioni economiche del futuro sposo. Martini, nato nel 1841 intraprese in seguito una carriera accademica come professore di Lettere italiane alla Scuola Normale di Vercelli e successivamente a Pisa; nel 1876 fu eletto deputato per il collegio di Pescia e Lucca.

### Attività culturale e politica
Dopo un breve periodo in Piemonte, la coppia si trasferì a Roma. Qui, nella residenza a Palazzo Simonetti, Giacinta diede vita a un vivace salotto culturale e politico, nel quale ospitava politici come Andrea Costa e Sidney Sonnino, così come studiosi e intellettuali, tra cui il meridionalista Giustino Fortunato, la scrittrice Sibilla Aleramo e i francesi Anatole France ed Emile Zola. 
Femminista convinta e di idee progressiste, fu tra i primi iscritti romani al Partito Socialista. Nel 1904 si era già avvicinata alle posizioni socialiste, collaborando nel biennio 1905-1907 con la rivista Febea su invito di Olga Ossani Lodi. Collaborò attivamente a diverse pubblicazioni dell'epoca, tra cui la rivista La Vita, quotidiano che codiresse con Luigi Lodi, organo semi-ufficiale dell'Associazione Costituzionale di Roma.

### L'impegno sociale e il sostegno a Maria Montessori
L’attività pubblica di Giacinta Martini Marescotti fu improntata a un modello di impegno civico che faceva della funzione materna, intesa in senso sociale, il fondamento dell’intervento femminile nella sfera pubblica e nella rivendicazione dei diritti politici.
Il suo impegno si manifestò inizialmente in ambito filantropico e assistenziale. Fu particolarmente attiva nella Lega per la protezione del fanciullo deficiente, un'associazione pionieristica dedicata all'educazione dei bambini con disabilità intellettive. In questo contesto conobbe e apprezzò il lavoro di una giovane e allora sconosciuta Maria Montessori, all'inizio della sua carriera, di cui riconobbe le capacità e che raccomandò al Ministro della Pubblica Istruzione Guido Baccelli per l'insegnamento di pedagogia presso la nuova Scuola Magistrale Ortofrenica.
Secondo Franca Pieroni Bortolotti, Marescotti avrebbe offerto un sostegno rilevante per il percorso professionale di Montessori e la collaborazione tra le due donne si sarebbe rilevata strategica anche per il movimento femminista.

### La fondazione del Comitato Pro-Suffragio
Il movimento per il suffragio femminile in Italia trovò un momento di svolta nel 1904, quando il deputato Mirabelli, a nome dell'Estrema Sinistra, presentò una proposta di legge per il suffragio femminile. La proposta sollecitò un'ampia discussione all'interno dei vari raggruppamenti femministi, con petizioni firmate da numerose personalità tra cui Anna Maria Mozzoni, Maria Montessori e altre rappresentanti del movimento.
Giacinta Martini Marescotti vedeva il diritto di voto non il fine ultimo, ma uno degli obbiettivi da perseguire, strettamente collegato al miglioramento delle condizioni giuridiche, sociali ed economiche delle donne.
Nel dicembre 1905 promosse la fondazione del Comitato Pro-Suffragio di Roma. Tra le aderenti figuravano, oltre alla sorella Teresa e all'amica Lavinia Taverna, personalità come Maria Montessori e la scrittrice Sibilla Aleramo.
Il primo atto politico del Comitato fu l'elaborazione di una petizione da presentare al Parlamento per richiedere l'estensione del diritto di voto politico e amministrativo alle donne. Presentata nel 1906 da Anna Maria Mozzoni, la petizione intendeva raccogliere il consenso di tutte le componenti del movimento suffragista, e rappresentava quindi una soluzione di compromesso: il suffragio veniva rivendicato come diritto inderogabile di ogni individuo, in base ai principi universalistici sostenuti da Mozzoni, e nello stesso tempo legato alle capacità contributive, professionali, o sociali femminili; tra queste ultime, l' "abnegazione materna", in grado di "proteggere l’umanità contro le ricorrenti ubbriacature di sangue e di distruzione che armano gli uomini gli uni contro gli altri".
In risposta alla petizione, discussa alla Camera nel 1907, il Presidente del Consiglio Giolitti nominò una Commissione ministeriale per esaminare la questione che dopo alcuni anni si pronunciò contro la proposta di suffragio femminile.
Nel 1908 Marescotti ricoprì il ruolo di presidente del Comitato nazionale pro-suffragio. In questa veste ottenne dal comitato organizzatore del Primo Congresso nazionale delle donne italiane una seduta plenaria interamente dedicata alla questione del suffragio femminile.

### Il Congresso nazionale delle donne del 1908
Nel suo discorso presidenziale al Congresso del 1908, letto dalla segretaria Anita Pagliari, Marescotti sottolineò l'importanza di dimostrare "come fosse assurdo concedere il diritto all'operaio e negarlo all'operaia non inferiore nella coscienza e nell'istruzione". 
Si concentrò inoltre su due punti strategici: la necessità di conquistare alla causa le operaie e le proletarie, superando la loro diffidenza verso un movimento percepito come "puramente borghese", e l'urgenza di costituire un "partito femminile" trasversale, capace di influenzare la vita politica del paese a prescindere dalle divisioni partitiche.

### La questione coloniale e le divisioni
Durante la guerra italo-turca (1911-1912), Giacinta Martini Marescotti si distinse inizialmente nella mobilitazione anticoloniale che coinvolse il movimento femminista italiano. Di parere opposto al marito, nominato primo governatore non militare della colonia di Eritrea, fu tra le promotrici di un manifesto contro l'impresa coloniale che faceva appello alle "Madri, Sorelle, Spose d'Italia", firmato insieme a Virginia Nathan, Adele Albani Tondi, Elisa Lollini ed Eva De Vincentiis. La petizione raccolse quasi 50.000 firme.
Tuttavia, durante il conflitto, Marescotti assunse una posizione peculiare all'interno del movimento femminista italiano. Pur mantenendo la sua fede pacifista, fu "emotivamente travolta dal risveglio nazionale generato dall'impresa libica", mostrando una certa apertura verso l'impresa coloniale.
Questo mutamento di posizione contribuì alle divisioni interne al movimento suffragista. Quando Teresa Labriola e Giacinta Marescotti si espressero a sostegno della guerra di Libia, i dirigenti socialisti ufficializzarono il loro giudizio di condanna nei confronti del movimento pro-suffragio, trovando conferma alla loro tesi sulla natura borghese e conservatrice del femminismo. A partire dal 1912 molte socialiste abbandonarono gli organismi suffragisti, lasciando il movimento impoverito.

### Morte
Le lotte intestine per la guida del movimento, seguite alle sue dimissioni dalla presidenza del Comitato Pro-Suffragio nel gennaio 1910, riflettevano "il tramonto di quel 'partito femminista' in cui Giacinta Marescotti aveva così fermamente creduto".
Già sofferente durante il congresso del 1908, Giacinta Martini Marescotti si spense a Roma il 9 marzo 1912, all'età di 68 anni. La sua scomparsa avvenne pochi mesi prima che la Commissione parlamentare respingesse ufficialmente la petizione per il suffragio, segnando simbolicamente la fine di un'intera fase del movimento per i diritti delle donne in Italia.

## Eredità
Giacinta Martini Marescotti è considerata una figura chiave del femminismo italiano, una leader pragmatica che seppe fare da ponte tra mondi diversi: l'aristocrazia, la politica radicale e il nascente movimento socialista. La sua evoluzione ideologica riflette le contraddizioni del movimento femminista dell'epoca, mostrando come l'emancipazione femminile si intrecciasse con le questioni nazionali e sociali del tempo.
La ricostruzione della sua figura è resa più difficile dalla perdita del suo archivio personale, quasi interamente distrutto dalla figlia Teresa Benzoni Martini nel 1928, privando la storiografia di una fonte diretta sul suo pensiero e la sua rete di contatti.